# Cantone di Damvillers
Il Cantone di Damvillers era una divisione amministrativa dell'arrondissement di Verdun.
È stato soppresso a seguito della riforma complessiva dei cantoni del 2014, che è entrata in vigore con le elezioni dipartimentali del 2015.
Comprendeva i comuni di:
- Azannes-et-Soumazannes
- Brandeville
- Bréhéville
- Chaumont-devant-Damvillers
- Damvillers
- Delut
- Dombras
- Écurey-en-Verdunois
- Étraye
- Gremilly
- Lissey
- Merles-sur-Loison
- Moirey-Flabas-Crépion
- Peuvillers
- Réville-aux-Bois
- Romagne-sous-les-Côtes
- Rupt-sur-Othain
- Ville-devant-Chaumont
- Vittarville
- Wavrille